# Kruszyn Krajeński

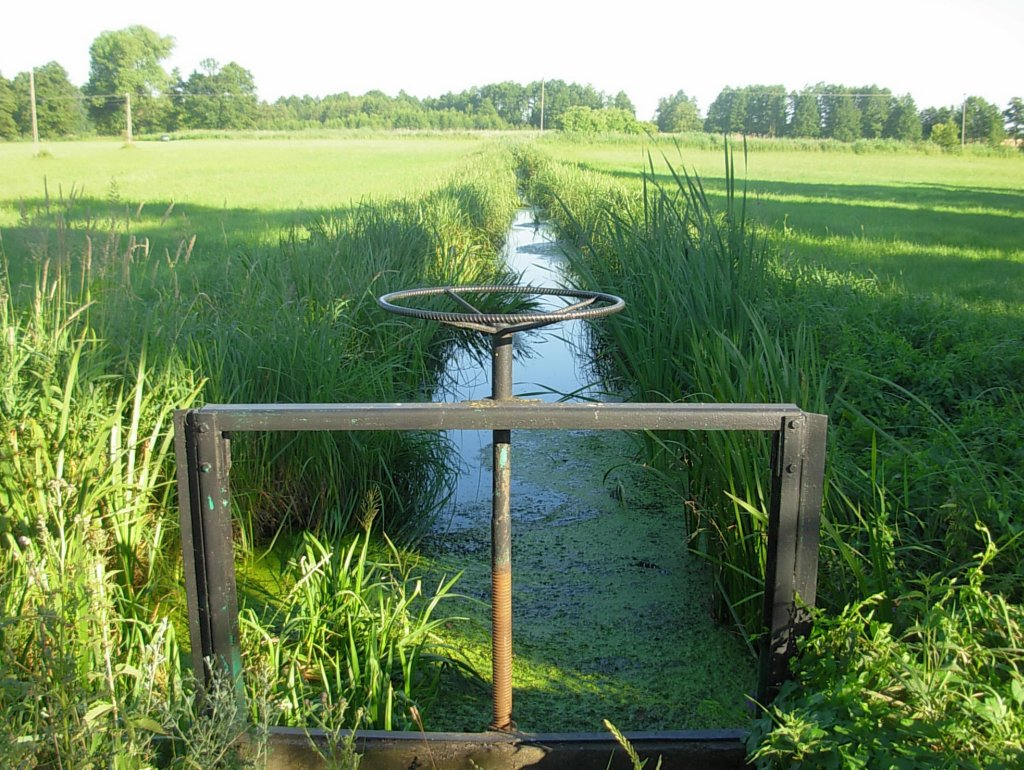
Kanał melioracyjny na łąkach nadnoteckich

Kruszyn Krajeński – wieś w Polsce, położona w województwie kujawsko-pomorskim, w powiecie bydgoskim, w gminie Białe Błota.

## Podział administracyjny
W latach 1950–1998 miejscowość administracyjnie należała do województwa bydgoskiego.

## Nazwa
Nazwa miejscowości wywodzi się od staropolskiego słowa „kruszyna”, tj. krzew albo od
nazwiska dzierżawczego od przezwiska „Kruszy”.

## Położenie
Kruszyn Krajeński znajduje się około 10 km na południowy zachód od granic Bydgoszczy. Znajduje się w południowo-zachodniej części gminy Białe Błota. Od wschodu graniczy z sołectwem Białe Błota, Ciele i Prądki, od północy z Murowańcem i Lipnikami, od zachodu z gminą Szubin, a od południa z gminą Łabiszyn.
Pod względem fizycznogeograficznym wieś leży w obrębie makroregionu Pradolina Toruńsko-Eberswaldzka, w mezoregionie Kotlina Toruńska i mikroregionie Równina Rynarzewska (na północy Równina Lipnicka, na południu Dolina Kanału Noteckiego).

## Charakterystyka
Kruszyn Krajeński to wieś wykazująca znaczną dynamikę rozwoju funkcji pozarolniczej, na co wpływa oddziaływanie aglomeracji Bydgoszczy. Sołectwo obejmuje zarówno tereny zabudowane na piaszczystej terasie dolinnej m.in. wzdłuż drogi krajowej nr 5 Bydgoszcz-Poznań, jak i rozległe łąki nad Notecią i Kanałem Górnonoteckim z siecią kanałów melioracyjnych (tzw. Bydgoskie Łąki Nadnoteckie). Południową granicą sołectwa jest Noteć, a na skraju południowym znajduje się Dębinek, będący wodnym węzłem (z jazami i śluzami) rozdzielającym wody z Noteci do starego koryta rzeki oraz do kanału zasilającego Kanał Bydgoski. Bardziej zurbanizowana jest północna część sołectwa, gdzie dominuje rozproszona zabudowa mieszkaniowa i handlowo-przemysłowa. Tereny sąsiadujące z drogą krajową są predestynowane dla rozwoju funkcji usługowo-produkcyjnych. W części południowej nad Notecią i Kanałem Górnonoteckim dominują łąki na torfach, umożliwiające zarówno rozwój agroturystyki, jak również prowadzenie typowej działalności rolniczej. Na terenie Kruszyna funkcjonuje 9 gospodarstw rolnych o powierzchni powyżej 1 ha. Miejscowość dysponuje dogodnymi warunkami do rozwoju budownictwa jednorodzinnego. Plan zagospodarowania przewiduje zabudowę rozproszoną na dużych działkach oraz koncentrację zabudowy wzdłuż dróg gminnych bez konieczności wytwarzania regularnej pierzei, z wykorzystaniem istniejących wysp leśnych.
W skład wsi wchodzą wyodrębnione przestrzennie części – przysiółki: Pod Białymi Błotami oraz Zaolzie.
We wsi działa Wiejski Klub Sportowy O. R. I., w którym uprawia się lekkoatletykę, piłkę nożną, tenis stołowy, łucznictwo oraz sporty gimnastyczne.
Na terenie wsi zlokalizowane są dwa nieczynne cmentarze ewangelickie oraz Sala Królestwa zboru Świadków Jehowy Białe Błota.

## Historia

### Prehistoria
Historia osadnictwa na terenie Kruszyna Krajeńskiego sięga kilku tysięcy lat p.n.e., gdy po ustąpieniu lodowca i ociepleniu klimatu możliwa stała się eksploracja tego terenu przez ludzi. W miejscowości odkryto liczne znaleziska archeologiczne z okresu neolitu oraz kultury ceramiki wstęgowej.

### Okres staropolski
Kruszyn to miejscowość o starym rodowodzie osadniczym, odnotowana w źródłach pisanych już w XV wieku. W 1489 r. miejscowość należała do parafii w Ślesinie, od XVI wieku do parafii farnej w Bydgoszczy. W okresie staropolskim była to wieś szlachecka, należąca do powiatu bydgoskiego.

### Okres zaborów
W 1774 r. zbudowano Kanał Bydgoski, łączący Brdę w Bydgoszczy z Notecią w Nakle. Dla potrzeb zasilania tego kanału w wodę przekopano również kanał zasilający (niem. Speise Canal) od Dębinka przez środek Bydgoskich Łąk Nadnoteckich.
W XIX wieku we wsi nastąpił rozwój osadnictwa, zwłaszcza kolonistów niemieckich. Na ówczesnych mapach obok miejscowości Kruszyn (Kruszyn Polski) położonej na północ od drogi Bydgoszcz-Szubin pojawiła się kolonia zwana Kruszynem Niemieckim położona na północnym skraju Doliny Noteci i Kanału Górnonoteckiego. Spis miejscowości rejencji bydgoskiej z 1833 r. podaje, że we wsi Kruszyn Polski w powiecie bydgoskim mieszkało 42 osób (21 ewangelików, 21 katolików) w 4 domach. Natomiast we wsi Kruszyn Niemiecki mieszkało 192 osób (wszyscy ewangelicy) w 22 domach. W pobliżu Kruszyna Polskiego znajdowała się karczma zwana Splittkrug, którą zamieszkiwało 35 osób (20 ewangelików, 15 katolików) w 6 domach. Według opisu Jana Nepomucena Bobrowicza z 1846 r. wsie Kruszyn Polski, Niemiecki, posiadłość leśna Kruszyn, folwark Kruszynek oraz karczma Splittkrug należały do rządowej domeny bydgoskiej.
Kolejny spis miejscowości rejencji bydgoskiej z 1860 r. podaje, że w Kruszynie Niemieckim mieszkało 242 osób (239 ewangelików, 3 katolików) w 31 domach, natomiast w Kruszynie Polskim i leżącej przy nim karczmie Splittkrug – 62 osób (42 ewangelików, 20 katolików). Szkoła elementarna znajdowała się w Kruszynie Niemieckim. Miejscowość należała do parafii katolickiej i ewangelickiej w Bydgoszczy.
Z kolei Słownik geograficzny Królestwa Polskiego dla roku 1884 podaje, że miejscowość Kruszyn obejmowała następujące osady:
1. Kruszyn Polski (niem. Polnish-Kruschin) – mieszkało tu 84 osób (61 ewangelików, 23 katolików) w 12 domostwach, osobno istniała karczma (niem. SplittKrug), gdzie w 7 domach mieszkało 59 osób, w tym 41 ewangelików i 18 katolików,
2. Kruszyn Niemiecki (niem. Deutsch-Kruschin) – mieszkało tu 383 osób (358 ewangelików, 25 katolików) w 47 domostwach,

Kruszyn Szlachecki to Kruszyn koło Pawłówka.
W okresie zaborów przytłaczającą większość mieszkańców stanowili ewangelicy należący do gminy wyznaniowej w Cielu. W latach 80. XIX w. w Kruszynie otwarto salę modlitewną, w 1893 r. w Cielu wzniesiono zbór ewangelicki. We wsi działała również szkoła ewangelicka.
W 1895 r. przez północne obrzeża Kruszyna poprowadzono linię kolejową z Bydgoszczy do Żnina z mostem na Kanale Górnonoteckim, który zastąpił istniejącą tu wcześniej drewnianą kładkę dla pieszych; przedłużenie tej linii przez Kcynię i Wągrowiec stworzyło drugą linię z Bydgoszczy do Poznania (1908). Nieopodal jeziora Jezuickiego Małego powstała stacja kolejowa na tej linii o nazwie Jasiniec Białebłota.
Zimą 1919 roku w okresie powstania wielkopolskiego między wsią a pobliskim Rynarzewem toczyły się zacięte walki powstańców z oddziałem Grenzschutzu oraz oddziałami niemieckimi z garnizonu bydgoskiego.

### Dwudziestolecie międzywojenne
20 stycznia 1920 roku wieś weszła w skład odrodzonej Rzeczypospolitej. W ramach powiatu bydgoskiego powołano gminę Bydgoszcz Nadleśnictwo zwaną również Bydgoszcz-Wieś, złożoną z 12 gromad wiejskich, m.in. gromady Kruszyn Kraiński.
W 1921 r. w związku ze zmianą wyznaniowego charakteru szkoły w Białych Błotach na katolicką, dzieci niemieckie z tej miejscowości skierowano m.in. do szkoły ewangelickiej w Kruszynie.
W latach 20. z miejscowości wyjechało wielu Niemców, a na ich miejsce napływali Polacy. Zmieniał się więc skład narodowościowy, jednakże aż do 1945 r. okolice Kruszyna charakteryzowały się stosunkowo dużym odsetkiem ludności niemieckiej.
W 1938 r. powierzchnia wsi liczyła 1535 ha. Mieszkało tu 120 Polaków i 240 Niemców. Udział procentowy ludności niemieckiej (67%), przekraczał znacznie średnią dla powiatu bydgoskiego wynoszącą około 22%. W przededniu wybuchu II wojny światowej wzrósł rewizjonizm mniejszości niemieckiej, na którą silnie oddziaływała propaganda nazistowska.

### Okupacja niemiecka
3 i 4 września 1939 r. w trakcie wycofywania się wojsk polskich doszło w okolicy (Łochowo, Murowaniec, Prądki) do dywersji niemieckiej i ostrzeliwania żołnierzy. Zajęcie miejscowości przez wojska hitlerowskie i grupy specjalne, składające się z szowinistów niemieckich, zapoczątkowało represje miejscowej ludności polskiej. Jeszcze we wrześniu 1939 r. aresztowano i rozstrzelano dwóch mieszkańców Kruszyna.
W okresie okupacji niemieckiej 1939–1945 miejscowość wchodziła w skład rejencji bydgoskiej, powiatu bydgoskiego (niem. Landkreis Bromberg), obwodu urzędowego Bydgoszcz-Wieś (niem. Amtsbezirk Bromberg-Land), który składał się z 15 gmin: Białe Błota, Brzoza, Ciele Jachcice, Kruszyn, Lisi Ogon, Łochowice, Łochowo, Murowaniec, Opławiec, Osowa Góra, Prądki, Prądy, Przyłęki i Zielonka.
31 października 1943 roku gmina wiejska Kruszyn (niem. Deutschkruschin) liczyła 1535 ha. Mieszkało tu 328 osób w 65 domach.

### Po II wojnie światowej
Tuż po wyzwoleniu zaczęto już w styczniu 1945 r. organizować władze administracyjne. Na terenie powiatu bydgoskiego utworzono 10 urzędów gminnych, w tym gminę Bydgoszcz-Wieś, docelowo z siedzibą w Białych Błotach. Do gminy tej należało 14 gromad (sołectw): Białe Błota, Brzoza, Ciele, Kruszyn Kraiński, Lisi Ogon, Łochowice, Łochowo, Murowaniec, Opławiec, Osowa Góra, Prądki, Prądy, Przyłęki i Zielonka.
Niemcy byli internowani i zatrudniani w polskich gospodarstwach rolnych. Gospodarstwa poniemieckie zajęli Polacy, którzy przybyli z kresów wschodnich. W miejscowości uruchomiono jednoklasową szkołę.
W maju 1946 r. w Kruszynie pobudowano i poświęcono figurę pod wezwaniem „Najświętszej Marii Niepokalanego Poczęcia”.
Podczas reformy samorządowej w 1954 r. zamiast gmin utworzono duże gromady. Powstała wtedy gromada Białebłota, która obejmowała m.in. Kruszyn Kraiński. Od 1973 r. miejscowość wchodzi w skład gminy Białe Błota, już pod nazwą Kruszyn Krajeński.
Okres powojenny był pomyślny dla rozwoju Kruszyna. Ludność wsi w okresie 1970–1997 niewiele się zmieniła: z 401 do 406 osób, natomiast intensywny rozwój rozpoczął się po 2000 r. i związany był z procesem suburbanizacji okolic Bydgoszczy. W okresie 2003–2009 ludność miejscowości powiększyła się o 61% z 530 do 851 osób.

## Statystyka
Poniżej podano wybrane informacje statystyczne dotyczące wsi Kruszyn Krajeński na podstawie Banku Danych Lokalnych GUS.
Narodowy Spis Powszechny 2002 wykazał, że we wsi Kruszyn Krajeński mieszkało 482 osób w 148 gospodarstwach domowych. Co trzecia osoba posiadała wykształcenie wyższe lub średnie. We wsi znajdowało się 85 budynków ze 116 mieszkaniami. 30% mieszkań pochodziło sprzed 1945 roku, zaś 37% wzniesiono w latach 1989-2002.
Narodowy Spis Powszechny 2011 odnotował 1039 mieszkańców Kruszyna Krajeńskiego. W 2013 r. działalność gospodarczą prowadziło 168 podmiotów, w tym 141 osób fizycznych, 27 osób prawnych, 10 spółek handlowych. Dominowały mikroprzedsiębiorstwa (0-9 osób). 3 przedsiębiorstwa zatrudniały powyżej 50 osób, a 5 – w granicach 10-49 osób. W latach 2008–2013 oddano do użytku 128 mieszkań – wszystkie w budownictwie indywidualnym. Stanowiło to około 8% nowych mieszkań wzniesionych w tym czasie w całej gminie.